# Blonde
Blonde ist ein britisches House-Duo aus Bristol.

## Bandgeschichte
Die beiden Musiker, Jacob Manson alias Thieves und Adam Englefield alias Beluga, lernten sich im Internet kennen. Englefield betreibt seit 2011 den YouTube-Kanal Eton Messy, der sich mit elektronischer Musik befasst. Manson fragte bei ihm an, ob er dort einen eigenen Track hochladen könne, sie tauschten gegenseitig Tracks und erstellten Remixe. Schließlich fertigten sie ihren ersten gemeinsamen Song mit dem Titel Talk to You an, den sie später unter dem Namen Blonde als erste Veröffentlichung herausbrachten.
Erstmals international auf sich aufmerksam machten sie 2014 mit ihrer ersten EP All Cried Out und dem darauf enthaltenen Titel Foolish und Ryan Ashley als Sänger. Er schaffte es in die Tipparade, den erweiterten Musikcharts in Belgien. Der Durchbruch kam noch im selben Jahr im Dezember mit der Single I Loved You mit der Sängerin Melissa Steel. Sie stieg auf Platz 7 der britischen Charts ein und konnte sich nach der internationalen Veröffentlichung im Februar 2015 auch in Belgien und den deutschsprachigen Ländern in den Charts platzieren.
Die Nachfolgesingle All Cried Out mit dem US-amerikanischen Schauspieler und Sänger Alex Newell übertraf sogar in Großbritannien noch die Platzierung des ersten Hits, dafür war sie international nicht so erfolgreich.

## Mitglieder
- Jacob Manson
- Adam Englefield

## Diskografie
Alben
- All Cried Out (EP, 2014)

Lieder
- Talk to You
- Foolish (featuring Ryan Ashley, 2014)
- Higher Ground (featuring Charli Taft, 2014)
- I Loved You (featuring Melissa Steel, 2014)
- All Cried Out (featuring Alex Newell, 2015)
- Feel Good (It’s Alright) (featuring Karen Harding, 2015)
- Nothing Like This (mit Craig David, 2016)
- Just For One Night (featuring Astrid S, 2017)